# Ruth Vega Fernandez
Ruth Vega Fernandez es una actriz española-sueca, más conocido por haber interpretado a Marie Lindell en las películas de Johan Falk. 

## Biografía
Vega habla con fluidez sueco, francés, español e inglés.

## Carrera
En el 2009 apareció por primera vez como Marie Lindell, la novia del informante de la policía Frank Wagner (Joel Kinnaman) en las series de películas de Johan Falk: Johan Falk: GSI - Gruppen för särskilda insatser, Johan Falk: Vapenbröder, Johan Falk: National Target y en Johan Falk: De fredlösa.
En el 2011 se unió al elenco principal de la película Kyss mig (en inglés: With Every Heartbeat) donde interpretó a la arquitecta Mia Sundström, una joven que se enamora de su futura hermanastra Frida (Liv Mjönes) a pesar de estar comprometida con Tim (Joakim Nätterqvist).
En el 2012 volvió a interpretar a Fydell, ahora en las películas Johan Falk: Spelets regler, Johan Falk: De 107 patrioterna, Johan Falk: Organizatsija Karayan y en Johan Falk: Barninfiltratören.
Finalmente en el 2013 Ruth interpretó por última vez a Marie en la película Johan Falk: Kodnamn: Lisa.
En el 2016 se unió al elenco de la miniserie Gentlemen & Gangsters donde da vida a Maud.

## Filmografía

### Películas
| Año  | Título                            | Personaje               | Notas                                                                                                 |
| ---- | --------------------------------- | ----------------------- | --- |
| 2013 | Johan Falk: Kodnamn: Lisa         | Marie Lindell           | junto a Jakob Eklund, Joel Kinnaman, Jens Hultén, Meliz Karlge, Mårten Svedberg y Henrik Norlén       |
| 2012 | Johan Falk: Barninfiltratören     | Marie Lindell           | junto a Jakob Eklund, Joel Kinnaman, Jens Hultén, Meliz Karlge, Mikael Tornving y Mårten Svedberg     |
| 2012 | Johan Falk: Organizatsija Karayan | Marie Lindell           | junto a Jakob Eklund, Joel Kinnaman, Jens Hultén, Meliz Karlge, Mikael Tornving y Mårten Svedberg     |
| 2012 | Johan Falk: De 107 patrioterna    | Marie Lindell           | junto a Jakob Eklund, Joel Kinnaman, Jens Hultén, Meliz Karlge y Mikael Tornving                      |
| 2012 | Johan Falk: Spelets regler        | Marie Lindell           | junto a Jakob Eklund, Joel Kinnaman, Jens Hultén, Meliz Karlge, Mikael Tornving y Mårten Svedberg     |
| 2012 | En plats i solen                  | Carita Halling-Gonzales | junto a Malin Crépin, Björn Kjellman, Leif Andrée, Erik Johansson, Kajsa Ernst y Richard Ulfsäter     |
| 2011 | Kyss mig                          | Mia Sundström           | junto a Liv Mjönes, Krister Henriksson, Lena Endre, Joakim Nätterqvist y Josefine Tengblad            |
| 2009 | Johan Falk: De fredlösa           | Marie Lindell           | junto a Jakob Eklund, Joel Kinnaman, Meliz Karlge, Henrik Norlén, Mikael Tornving y Fredrik Dolk      |
| 2009 | Johan Falk: National Target       | Marie Lindell           | junto a Jakob Eklund, Joel Kinnaman, Jens Hultén, Meliz Karlge, Mikael Tornving y Jaqueline Ramel     |
| 2009 | Johan Falk: Vapenbröder           | Marie Lindell           | junto a Jakob Eklund, Joel Kinnaman, Jens Hultén, Meliz Karlge, Martin Wallström y Mikael Tornving    |
| 2009 | Johan Falk: GSI                   | Marie Lindell           | junto a Jakob Eklund, Joel Kinnaman, Jens Hultén, Meliz Karlge, Martin Wallström y Henrik Norlén      |
| 2009 | Sommaren med Göran                | Mikaela                 | junto a Peter Magnusson, David Hellenius, Moa Gammel, Alexandra Rapaport y Carl Ingemarsson Stjernlöf |

### Series de televisión
| Año  | Título                | Personaje | Notas                   |
| ---- | --------------------- | --------- | ----------------------- |
| 2016 | Cannabis              | Nadja     | 6 episodios             |
| 2016 | Gentlemen & Gangsters | Maud      | 4 episodios - miniserie |
| 2010 | Wallander             | Beatrice  | episodio "Arvet"        |

## Premios y nominaciones
| Año  | Categoría               | Premio          | Películas | Resultado |
| ---- | ----------------------- | --------------- | --------- | --------- |
| 2015 | Best Supporting Actress | Guldbagge Award | Gentlemen | Nominada  |